# Amunherchepeschef
Amunherchepeschef war der erstgeborene Sohn des altägyptischen Königs Ramses II. und seiner Großen Königlichen Gemahlin Nefertari. Er änderte mindestens zweimal seinen Namen, was einige Verwirrung in der Forschung hervorrief.
Amunherchepeschef ist wahrscheinlich vor dem Regierungsantritt des Herrschers geboren, wie ein Schlachtenrelief des Herrschers im Tempel von Beit el-Wali andeutet. Dort erscheint der Prinz zusammen mit Chaemwaset, einem Sohn von Ramses II. und dessen zweiter Großen Königlichen Gemahlin, Isisnofret. Die Darstellung datiert ganz an den Beginn der Regierungszeit des Herrschers. Amunherchepeschef wird dort ausdrücklich als ältester Königssohn bezeichnet. Der Prinz erscheint hier einmalig mit dem Namen Amunherwenemef (Amun ist zu seiner Rechten).
Weitere Darstellungen nennen ihn Amunherchepeschef. Er trug diverse hohe militärische Titel. Später scheint er jedoch nochmals den Namen geändert zu haben und wird als Schutahapaschap (was sicherlich Sethherchepeschef entspricht) in Keilschriftbriefen, die sich in der Hethiterhauptstadt Ḫattuša fanden, bezeichnet. Die Briefe datieren um das 20. Regierungsjahr von Ramses II. Danach erscheint der Prinz nicht mehr in den Quellen und ist wahrscheinlich gestorben.
Untersuchungen von KV5 im Tal der Könige durch Kent Weeks ergaben, dass Amunherchepeschef hier bestattet worden war. Das Grab enthielt nicht nur Inschriften, die Amunherchepeschef und verschiedene Söhne von Ramses II. nennen, sondern auch seine Kanopen. In einem Raum fanden sich vier menschliche Skelette, eines davon in einer Haltung, die für Mitglieder des Königshauses typisch war. Ein Schädel wies eine Fraktur durch einen Schlag auf. Weeks ließ hiervon eine Gesichtsrekonstruktion anfertigen, um eine Ähnlichkeit mit Ramses II. festzustellen, da er davon ausgeht, dass es sich hierbei um Prinz Amunherchepeschef handelt. Schädelvergleiche ergaben starke anatomische Übereinstimmungen mit Familienmitgliedern von Ramses II. Genetische Untersuchungen wurden nicht durchgeführt.